# Cloz
Cloz (IPA: /ˈklɔʦ/, Clòuz in noneso) è stato un comune italiano di 659 abitanti della provincia autonoma di Trento in Trentino-Alto Adige. Dal 1º gennaio 2020 è frazione del comune di Novella, a seguito della fusione con i comuni di Brez, Cagnò, Revò e Romallo. Si trova in Val di Non, nella zona che viene definita "Terza sponda", in mezzo a ordinati frutteti, all'ombra del Monte Ozol.

## Storia
Il paese ha origini molto antiche, lo si vede dalla presenza di antichi castelli ormai diroccati e dai numerosi ritrovamenti dell'epoca romana.

### Simboli
Lo stemma del Comune di Cloz era stato approvato con deliberazione della Giunta provinciale del 26 aprile 1985.
Ornamenti: Corona civica di Comune e in alternativa Corona d'argento di tre torri merlate alla guelfa aperte di nero.»
Gonfalone
Il gonfalone era stato approvato con D.G.P. del 27 settembre 1991, n. 12336.

## Monumenti e luoghi d'interesse
Il paese ha due chiese: 
- Chiesa di Santo Stefano, ricordata fin dal 1128, ristrutturata nel 1476 e ingrandita nel 1941, viene comunemente nominata come "la chiesa del miracolo" in quanto fu costruita in periodo bellico. Il campanile, risalente al 1605, porta un concerto di 6 campane e la sua altezza raggiunge i 50 metri.
- Chiesa di Santa Maria, è in stile gotico risalente al Seicento (le fondazioni dicono siano del 1100). Possiede un campanile risalente al 1628, pendente su di un lato.

## Società

### Evoluzione demografica
Abitanti censiti

### Ripartizione linguistica
Nel censimento del 2001, 137 abitanti del comune si sono dichiarati "ladini".

## Geografia antropica
Il paese è composto da due rioni (o ville): Santo Stefano (o Cloz di dentro) e Santa Maria (o Cloz di fuori), un tempo nettamente separate ed ora ormai congiunte da nuove costruzioni.

## Economia
L'economia del paese si basa principalmente sulla coltivazione della mela.
Nella parte bassa del paese sono presenti alcuni vigneti di vino groppello.
È molto attivo l'artigianato del rame infatti a Cloz sono presenti tra gli ultimi artigiani in Italia specialisti nella lavorazione del rame, dei metalli e nella creazione di opere artistiche, del legno e molte altre attività commerciali.

## Amministrazione
| Periodo        | Periodo          | Primo cittadino | Partito      | Carica  | Note   |
| -------------- | ---------------- | --------------- | ------------ | ------- | ------ |
| 17 maggio 2010 | 10 maggio 2015   | Maria Floretta  | Lista civica | Sindaca | [ 14 ] |
| 11 maggio 2015 | 31 dicembre 2019 | Natale Floretta | Lista civica | Sindaco |        |